# Porreres
Porreres és una vila i municipi de Mallorca situat al centre-sud de l'illa pertanyent a la comarca del Pla de Mallorca. La seva extensió és de 86,84 km² i limita amb els termes de Llucmajor, Montuïri, Sant Joan, Vilafranca, Felanitx i Campos.
Presenta diverses àrees amb denominació pròpia al nucli principal o adjacents: el Camp de la Senyora, el Cappuig, les Cases Noves, Porrerí, el Pou d'Amunt, el Pou Florit, el Rafal, els Terrers i la Vileta.

## Població
| Entitat de població | Habitants (2024) |
| Porreres            | 5.891            |
| Font: INE           |                  |

La població de Porreres ha experimentat diverses tendències al llarg del temps, reflectint factors històrics i socioeconòmics. Del 1842 al 1930, la població va créixer de manera constant. Després, entre 1930 i 1991, va disminuir significativament a causa de la Guerra Civil i la migració cap a les ciutats. A partir del 2001, hi ha una recuperació notable, gràcies a l'arribada d'immigrants i un retorn cap al món rural.
Els llinatges més comuns són Barceló, Mora, Zougaghi, Mesquida i Roig.

## Història
De l'època prehistòrica han romàs vestigis a Porreres, com ara el talaiot de Baulenes, el talaiot d'Es Pagos i, sobretot, el conjunt del poblat del Pou Celat. La dominació romana s'ha pogut verificar per algunes làpides de sepultures descobertes el segle passat. Porreres era un nucli inclòs en el districte de Manaqur de l'època islàmica en el que també s'hi comptava Manacor, Felanitx i part dels termes actuals de Campos i de Santanyí. Alguns pous públics que encara es conserven són el testimoni de l'estada del poble musulmà a Porreres.
El nom de Porreres prové d'un dels cavallers conqueridors, Guillem de Porrera, procedent d'aquesta localitat del Priorat. En el repartiment, el gran beneficiari de les terres porrerenques fou el comte del Rosselló, Nunó Sanç.
El 1300 apareix com a poble reial segons les Ordinacions de Jaume II de Mallorca.
L'any 1856 Jaume Mulet Escarrer hi fundà la Filharmònica Porrerenca gràcies a la convergència de petites agrupacions musicals anteriors.
Durant la Revolució de 1868 es va assaltar la casa de la vila i l'arxiu municipal de Porreres fou cremat. Es destruïren la majoria dels documents que s'hi guardaven. D'aquesta manera s'acabà amb quasi 600 anys de la història documental de Porreres. Per aquest fet, la immensa majoria de documentació conservada sobre el poble d'abans de la data de l'incendi prové d'arxius d'altres municipis o de particulars que han conservat el material.
Els Germans de la Caritat a partir de 1873 hi tengueren, al carrer Lluís, casa pròpia. La congregació es va fusionar, 50 anys després, amb el Germans de La Salle.
Durant la Guerra Civil va ser un dels indret clau pel que fa a la repressió dels republicans per part dels sectors favorables a l'alçament militar. De fet, el municipi compta amb un dels punts de repressió més destacats de tota l'illa: l'Oratori de la Santa Creu, on s'hi assassinaren desenes de mallorquins republicans, socialistes, comunistes i sindicalistes, enterrats posteriorment a l'interior del cementiri. Part d'aquestes fosses foren exhumades el novembre del 2016, trobant-hi fins a 56 cossos dels quals 14 han pogut ser identificats. Durant la campanya de març del 2021 es trobaren 58 cadàvers més, elevant el nombre de cossos recuperats a 114. Les restes es trobaren en nivells inferiors fins aquell moment no excavats.

## Economia
L'agricultura ha estat la principal riquesa del poble durant segles. Ho demostren els 36 molins de vent que encara es conserven i un bon nombre de possessions importants com són Sa Torre, Son Lluís, Es Pagos, Son Porquer, Es Monjos o Sa Bastida. La qualitat de la terra és apta per als cereals, l'ametller i la vinya. En algunes èpoques s'ha cultivat també la safranera i la producció d'albercocs ha estat durant dècades l'activitat per la qual Porreres s'ha distingit notablement.
El marès i la pedra, matèries bàsiques dels diversos monuments religiosos que s'alcen per tot Porreres, també són símbols identificadors del poble i han servit d'alternativa a l'estancament actual del sector agrari.
L'artesania (sabates, fusteria, pedra...) i les petites indústries alimentàries (formatges, sobrassada i altres embotits, vins, galetes, torrons, derivats lactis, etc.) donen fama a diversos productes porrerencs.

## Política
| Candidatura | Candidatura                      | Cap de llista              | Vots  | Regidors | % vots |
| ----------- | -------------------------------- | -------------------------- | ----- | -------- | ------ |
|             | Més per Mallorca                 | Sebastià Lliteres lliteres | 905   | 5        | 33,83% |
|             | PI                               | Francisca Mora Veny        | 880   | 4        | 32,54% |
|             | Partit Popular                   | Rafael Mesquida Beltrán    | 741   | 4        | 27,7%  |
|             | Partit Socialista Obrer Espanyol | Miguel Ángel Veny Mestre   | 149   | 0        | 5,57%  |
| Total       | Total                            | 2.675                      | 2.675 | 13       | 99.64% |

La població porrerenca era de 5.645 persones. El cens electoral era de 3.698 persones amb dret a vot, dels quals arribà a votar 2.730 porrerencs, el que feia un 73,82% de participació. Hi hagué 29 vots nuls (1,07%).
Celebrades les eleccions, resultà reelegida batlessa Francisca Mora Veny (PI), gràcies al pacte entre PI i PP, que es repartiren equitativament la legislatura. D'aquesta manera, es deixà a l'oposició a la força més votada encapçalada per Sebastià Lliteres Lliteres (MÉS), que havia obtingut uns resultats històrics per la seva formació i per l'esquerra porrerenca. El PSIB-PSOE va perdre el seu regidor després de 12 anys d'haver-lo recuperat.

## Cultura

### Publicacions i cultura escrita
Des de 1978, es publica la revista Llum d'oli, editada per l'Agrupació Cultural de Porreres, una entitat sense ànim de lucre de caràcter cultural fundada el 1971. Aquesta entitat és membre fundadora de l'Associació de la Premsa Forana de Mallorca. Al municipi també si edita el Calendari Porrerenc, almanac popular, des de 1994. El diari digital Tot Pla, especialitzat amb la comarca del Pla de Mallorca, hi té la seu de la redacció.

### Esdeveniments culturals
Porreres va ser el lloc escollit per a la trobada de l'Acampallengua 2005, organitzada per Joves de Mallorca per la Llengua, que va congregar més de 6.000 persones en un esdeveniment multitudinari dedicat a la promoció de la llengua catalana.

### Educació i equipaments culturals
Actualment, el municipi compta amb un institut d'educació secundària, l'IES Porreres. També disposa de dues escoles primàries: el CEIP Climent Serra i Servera, que va adoptar aquest nom el 2021 en honor al mestre local assassinat durant el franquisme, i l'Escola Verge de Monti-sion, un centre concertat. A més, Porreres compta amb una centre d'educació infantil Sa Sitra.
El municipi també disposa d'una biblioteca municipal, a l'edifici de l'antic Escorxador, que forma part de la Xarxa de Biblioteques de Mallorca.
A més, a Porreres també hi ha el Museu i fons artístic de Porreres, fundat el 1982. Va estar ubicat a l'Ajuntament durant gairebé vint anys fins que, el 2002, es traslladà a l'antic Hospital del carrer d'Agustí Font. Actualment, el museu compta amb més de 300 obres d’art, incloent pintura, escultura, ceràmica, dibuix i obra gràfica. La col·lecció s'enriqueix anualment amb donacions d’artistes, galeries i particulars durant les festes de Sant Roc. El museu destaca per ser una de les col·leccions d’art contemporani més completes de Mallorca, amb obres d’autors com Salvador Dalí, Coll Bardolet, Dionís Bennàssar, Joan Riera Ferrari, i altres artistes reconeguts.

### Música i arts escèniques
Porreres disposa d’un Auditori municipal de Porreres, inaugurat el 2002, ofereix una programació estable durant pràcticament tot l’any. L'auditori és l'antic Principal Cinema, una sala històrica inaugurada el 1945 i restaurada per a usos culturals. A més, a nivell musical, destaca una renovada escola de música i la banda de música Filharmònica Porrerenca, en actiu des de 1856.

## Festes i celebracions
Porreres té per patrons dos sants Joans, el Baptista (24 de juny) i l'Evangelista (27 de desembre).
La festa major se celebren el dia de Sant Roc (16 d'agost). Comencen una setmana abans en posar una bandera blanca damunt el campanar de l'Església Parroquial de Nostra Senyora de Consolació per commemorar el final de la Pesta i amb la lectura del Pregó de festes com a acte institucional per engegar les festivitats populars. Comprenen moltes activitats: cercaviles, concursos, balls, torrada, revetlles, etc. que acaben amb la traca de focs artificials de la darrera nit (la nitdel 16 al 17 d'agost). Des de l'any l'any 1995 es celebra la neofesta de Sant Roquet, on els joves del poble fan una cercavila amb una ensaïmada gegant per convidar tothom que aguanti fins a la matinada.
Celebra un mercat setmanal tots els dimarts de l'any al voltant de la Plaça de la Vila, i una Fira anual el segon diumenge després de Sant Lluc (18 d'octubre) i el dilluns següent, el firó. Des de fa uns anys, i en el marc d'iniciatives de promoció econòmica i turística, durant els mesos d'estiu s'hi fa un mercadet setmanal d'artesania.
Per Sant Antoni es fan els tradicionals foguerons el dissabte més proper a la festivitat i les beneïdes d'animals.
El dissabte de Carnaval es fa la desfilada de comparses de Sa Rua, amb disfresses i balls de les diverses associacions, entitats, centres educatius i colles d'amistats.
El Diumenge de l'Àngel, se celebra anualment una Pancaritat al Puig de Monti-sion. Els porrerencs hi celebren una pancaritat el Diumenge de l'Àngel amb una missa al santuari, concerts i ball de bot al pati de l'ermita, paradetes de venda de llibres, atraccions per a infants...

## Esports
La Unió Esportiva Porreres és el club de futbol representatiu de la localitat, jugant 12 temporades a tercera divisió estatal. Pel que fa la seva pedrera, l'any 2009 es va mancomunar amb els clubs de futbol de Montuïri i Vilafranca, prenent el nom d'Es Pla.La temporada 2015/2016 es va recuperar l'activitat futbolistica sènior de l'equip de futbol Unió Esportiva Porreres, que en l'any del debut de la nova etapa, fou campió de la lliga de 3a Regional i que a la temporada 2018/2019 va ascendir a Regional Preferent. La temporada 2024/2025 l'equip A pujà a 2ª RFEF (Grup III). El segon equip de la Unió Esportiva Porreres, el Porreres B, aconseguí també l’ascens de categoria de segona a primera regional.
El ciclista Joan Llaneras, a qui deu el nom el Pavelló poliesportiu Joan Llaneras, és originari d'aquest poble. També hi ha el Club de Basquet Porreres, el Club Voleibol Porreres, el Club d'Atletisme de Porreres i l'estiu del 2025 s'hi presentà el Porreres Futsal.

## Personatges cèlebres
- Joan Llaneras (1969), ciclista retirat, un dels més llorejat de tots els esportistes olímpics espanyols.
- Gabriel Escarrer Julià (1935-2024), empresari hoteler, ex-president de Sol Melià.
- Bartomeu Melià (1932-2019), jesuïta, lingüista i antropòleg, radicat al Paraguai fins a la seva mort.
- Josep Miró Nicolau (1930-2016), investigador, guardonat el 2004 amb el Premi Ramon Llull.
- Jaume Font i Monteros (1856-1933), metge i polític que fou Batle de Palma (entre els anys 1906 i1907).
- Bartomeu Barceló Ginard (1957), escriptor, doctor en psicologia evolutiva i especialista en intervenció psicosocial comunitària.
- Maria Barceló i Crespí (1951), catedràtica d'Història Medieval a la UIB i reconeguda per la seva tasca investigadora i de difusió de la història.

Són fills il·lustres de la localitat: Joan Feliu Jaume, Fra Bonaventura Sitjar, Jaume Mulet Escarrer, Rafel Sitjar Servera, Climent Garau Juan i Maria Barceló i Crespí.

## Llocs d'interès
- Ajuntament de Porreres (La Sala)
- Museu i Fons Artístic de Porreres (antic hospital)
- Església parroquial de Nostra Senyora de la Consolació[23]
- Rectoria de Porreres
- Puig de Monti-sion[24]
- Creus de terme i goigs de pujada a Monti-Sion
- Església de Sant Felip Neri
- Església de l'Hospitalet de Porreres
- Molins de vent
- Molí de n'Amengual
- Pous públics i rutes hidrauliques de Porreres[25]